# Samson (Alabama)
Samson – miasto w południowo-wschodnich Stanach Zjednoczonych, w stanie Alabama, w hrabstwie Geneva.

Położenie miasta

## Demografia
Według spisu powszechnego z 2010 roku, miasto to liczyło 1940 mieszkańców. W roku 2023 liczba mieszkańców spadła do 1860 osób, a gęstość zaludnienia do niespełna 198 osób/km².